# Yochanan Afek
Yochanan Afek (hebräisch יוחנן אפק‎; * 16. April 1952 als Yochanan Kopelovich in Tel Aviv) ist ein israelisch-niederländischer Schachkomponist, -spieler, -journalist, -organisator und -trainer.

## Schach
Afek ist Internationaler Meister und Internationaler Schiedsrichter, jeweils für Nahschach und Schachkomposition. Er arbeitete als Trainer in verschiedenen Ländern. Seit einiger Zeit lebt er in den Niederlanden. Afek spielte in der niederländischen (2000/01 für die Bussums Schaakgenootschap) französischen (2002/03 und 2004/05 für A.J.E. Noyon) und belgischen Mannschaftsmeisterschaft (2003/04 für den LVL Fortis, von 2004 bis 2006 und 2009/10 für den SC Jean Jaurès) in der höchsten Spielklasse. In Deutschland spielte er für den SV Betzdorf-Kirchen und für den Hamburger SK. In Israel spielte er für Bikurey Haetim Czerniak Tel Aviv, mit dem er am European Club Cup 1993 teilnahm.
Im von Moshe Czerniak geführten Schachklub in Tel Aviv traf er auf andere Schachkomponisten. Schachstudien wurden so sein Betätigungsfeld, für deren Verbreitung bei einem weiteren Schachpublikum er sich mit zahlreichen Publikationen einsetzt. So schrieb er beispielsweise, auch gemeinsam mit Alon Greenfeld, Artikel für die deutsche Zeitschrift Schach, in denen die Verbindung zwischen Partie und Endspielstudie thematisiert wurde, später folgte eine sechsbändige Buchserie über die Schachfiguren mit Hans Böhm. Afek hat John Roycroft als Sprecher der Kommission für Studien in der WFCC abgelöst und redigiert auch die Studienabteilung der englischen Schachkompositionszeitschrift The Problemist.

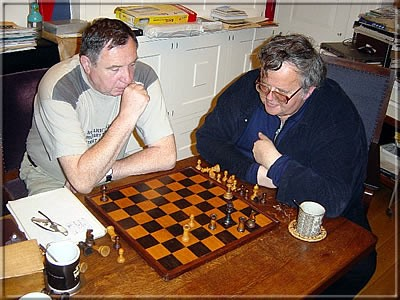
Nikolai Kralin und Yochanan Afek

|   | a | b | c | d | e | f | g | h |   |
| 8 |   |   |   |   |   |   |   |   | 8 |
| 7 |   |   |   |   |   |   |   |   | 7 |
| 6 |   |   |   |   |   |   |   |   | 6 |
| 5 |   |   |   |   |   |   |   |   | 5 |
| 4 |   |   |   |   |   |   |   |   | 4 |
| 3 |   |   |   |   |   |   |   |   | 3 |
| 2 |   |   |   |   |   |   |   |   | 2 |
| 1 |   |   |   |   |   |   |   |   | 1 |
|   | a | b | c | d | e | f | g | h |   |

Lösung:

1. e6–e7 und

1. … Tb7–b8
2. e7–e8L! Lg8–h7
3. f7–f8T+! Kg6–h6
4. Tf8–f6+ g7–g6 patt, oder

1. … Kg6xf7
2. e7xd8S+! Kf7–f8
3. Sd8–e6+ Lg8xe6
4. d7–d8D+ Kf8–f7
5. Dd8–g8+ Kf7–f6
6. Dg8xg7+ Tb7xg7 ebenfalls patt.
Die Studie zeigt eine Allumwandlung.

## Leben
Afek erlebte im Januar 1991 beim zweiten Golfkrieg die irakischen Raketenangriffe auf Ramat Gan.

## Bibliografie
- Wij presenteren... (2010–2015, sechs Bände, mit Hans Böhm)
- Invisible Chess Moves (2011, mit Emmanuel Neiman)
- Extreme Chess Tactics (2017)
- Wenn weniger mehr ist. Die Kunst der Unterverwandlung. In: Karl 3/2018, S. 46–53